# 光榮 (馬)
光榮（英語：Le Glorieux），是在英國出生的法國純種競賽馬匹。生涯稱霸中距離賽事，曾以3歲馬身份橫掃柏林大賽、華盛頓國際賽及日本盃等一級賽。

## 出賽前
1984年2月18日出身於英國一個由育馬公司Petra Bloodstock Agency Ltd.擁有的牧場，成長途中被馬主Werner Wolf購入。
其後交由法國練馬師高利訓練。

## 競賽生涯

### 2歲
1986年8月25日出戰多維爾馬場的康城錦標，於其中以第二落敗。
其後出戰布萊松錦標，但未能戰勝對手之下再度以第二完賽。
9月29日越級挑戰三級賽橡樹大賽，然而於其中以尾二第七大敗，其後出戰表列賽Herbager錦標及Mieuxce錦標亦未能掄元，分別以第四及第八落敗。
11月28日出戰Soritor錦標回勇跑獲第二，其後終於在Prompt錦標取得首勝。

### 3歲
1987年年初出戰萊茵黃金錦標及庫爾塞勒錦標，於其中獲得第二及第三。
其後陣營鑑於其2歲及3歲初於法國的表現不佳，因而安排其前往德國作賽，以麥茨樂銀行春季錦標爲目標。比賽開始後，其保持穩定的節奏於隊伍之中推進，進入直路後以凌厲姿態衝出，最終超越所有對手下成功奪得首個分級賽冠軍。
5月17日乘勢出戰赫爾蒂大賽，於其中再度展現優秀的反應不斷衝刺，最終壓贏對手下再下一城。
6月7日返回法國出戰法國打吡，然而表現突然失準下於比賽中毫無亮點，最終以第三十一大敗。
其後繼續選擇於德國出戰比賽，並於7月於的柏林大賽成功脫穎而出，戰勝所有對手下奪得首個一級賽冠軍。
贏得柏林大賽後乘勢繼續出巴登大賽及歐洲大賽，並於兩場賽事之中分別取得第四及第二的優秀戰績。
10月陣營安排其遠征美國，於鬥士錦標獲得亞軍後，在華盛頓國際賽力壓一衆對手率先衝出，成功奪得第二個一級賽冠軍。
其後並未返回歐洲，而是前往日本以秋季國際賽事之一的日本盃作爲目標。比賽開始後，其選擇於先頭位置推進，通過第一彎道後加速爬升並緊跟於領放馬Legend Teio身後。進入直路後，其於所在位置進一步加速，於最後200米超越Legend Teio取得領先，其後亦可以繼續保持速度抵擋後方Southjet及Dyna Actress的來襲，最終以3/4馬位優勢及破紀錄的2分24.9秒完賽時間捧走第三座一級賽冠軍。

### 4歲
1988年年初稍作休整後再度遠征，前往澳洲出戰鄧格錦標，但其中的表現稍爲遜色下僅獲得第五。
回國後，其本可以繼續出戰其他比賽，但於陣營商討下，決定安排其退役。

### 詳細賽績
| 日期       | 舉辦國家 | 馬場       | 距離   | 級別 | 賽事名稱           | 負重 | 騎師              | 馬號     | 出馬 | 名次 | 時間     | 頭馬（二馬）           |
| ---------- | -------- | ---------- | ------ | ---- | ------------------ | ---- | ----------------- | -------- | ---- | ---- | -------- | ---------------------- |
| 25/8/1986  | 法國     | 多維爾     | 草1600 |      | 康城錦標           | 54   | 駱蓋克            | 紀錄缺失 | 12   | 2    | 紀錄缺失 | 彈跳人                 |
| 10/9/1986  | 法國     | 隆尚       | 草1600 |      | 布萊松錦標         | 56   | 冼馬田            | 紀錄缺失 | 7    | 2    | 紀錄缺失 | Holst                  |
| 28/9/1986  | 法國     | 隆尚       | 草1600 | GIII | 橡樹大賽           | 55   | 堅納              | 紀錄缺失 | 8    | 7    | 紀錄缺失 | Fotitieng              |
| 10/10/1986 | 法國     | 邁松拉菲特 | 草1700 | L    | Herbager錦標       | 54   | 駱蓋克            | 紀錄缺失 | 7    | 4    | 紀錄缺失 | Daralinsha             |
| 7/11/1986  | 法國     | 聖格盧     | 草1600 |      | Mieuxce錦標        | 56   | 駱蓋克            | 紀錄缺失 | 18   | 8    | 紀錄缺失 | Dastaan                |
| 28/11/1986 | 法國     | 邁松拉菲特 | 草1600 |      | Soritor錦標        | 56   | Philippe Brunel   | 紀錄缺失 | 17   | 2    | 紀錄缺失 | Dahlaan                |
| 6/12/1986  | 法國     | 聖格盧     | 草2000 |      | Prompt錦標         | 56   | 冼馬田            | 紀錄缺失 | 15   | 1    | 2:24.8   | Nocciano               |
| 20/3/1987  | 法國     | 邁松拉菲特 | 草2100 |      | 萊茵黃金錦標       | 57   | 駱蓋克            | 紀錄缺失 | 6    | 2    | 紀錄缺失 | Sadjiyd                |
| 12/4/1987  | 法國     | 隆尚       | 草2000 | L    | 庫爾塞勒錦標       | 56   | 駱蓋克            | 紀錄缺失 | 9    | 3    | 紀錄缺失 | 彈跳人                 |
| 26/4/1987  | 西德     | 法蘭克福   | 草2000 | GIII | 麥茨樂銀行春季錦標 | 56   | 駱蓋克            | 紀錄缺失 | 10   | 1    | 2:06.9   | （Medicus）            |
| 17/5/1987  | 西德     | 慕尼黑     | 草2200 | GII  | 赫爾蒂大賽         | 58   | J. Kesas          | 紀錄缺失 | 9    | 1    | 2:28.8   | （Step Dancer）        |
| 7/6/1987   | 法國     | 尚蒂伊     | 草2400 | GI   | 法國打吡           | 58   | 駱蓋克            | 紀錄缺失 | 17   | 11   | 紀錄缺失 | Natroun                |
| 26/7/1987  | 西德     | 杜賽爾多夫 | 草2400 | GI   | 柏林大賽           | 53   | 駱蓋克            | 紀錄缺失 | 10   | 1    | 2:29.5   | （Ibn Alnasr）         |
| 6/9/1987   | 西德     | 巴登巴登   | 草2400 | GI   | 巴登大賽           | 55   | 駱蓋克            | 紀錄缺失 | 6    | 4    | 紀錄缺失 | Acatenango             |
| 27/9/1987  | 西德     | 科隆       | 草2400 | GI   | 歐洲大賽           | 55.5 | J. Kesas          | 紀錄缺失 | 12   | 2    | 紀錄缺失 | Kamiros                |
| 24/10/1987 | 美國     | 雅佳特     | 草2200 | GI   | 鬥士錦標           | 55   | 駱蓋克            | 紀錄缺失 | 8    | 2    | 紀錄缺失 | Theatrical             |
| 31/10/1987 | 美國     | 桂冠園     | 草2000 | GI   | 華盛頓國際賽       | 55   | Laffit Pincay Jr. | 紀錄缺失 | 14   | 1    | 2:02.8   | （Great Communicator） |
| 29/11/1987 | 日本     | 東京       | 草2400 | GI   | 日本盃             | 55   | 駱蓋克            | 11       | 14   | 1    | 2:24.9   | （Southjet）           |
| 26/3/1988  | 澳洲     | 玫瑰崗     | 草2400 | GI   | 鄧格錦標           | 56   | 駱蓋克            | 紀錄缺失 | 10   | 5    | 紀錄缺失 | Beau Zam               |

## 退役後
退役後，光榮成爲了配種馬，於法國一個牧場休養，在1989年進行配種，首匹子嗣於1990年出生。首批子嗣可於1992年出賽。1992年7月1日，Glorieux Dancer在木頭錦標取勝，成爲首匹勝出分級賽的子嗣。
其後由配種馬退役，前往諾曼第大區卡爾瓦多斯省歐日地區皮托Logis Saint-Germain Stud進行養老生活。
2010年8月19日，其於馬房內死亡，享年26歲。

## 血統簡介
父系Cure The Blues爲美國賽駒，生涯戰績優秀，曾勝出一級賽桂冠未來錦標。祖父Stop the Music亦爲美國賽駒，生涯戰績不俗，曾勝出香檳錦標，亦於卓華斯錦標及大都會讓賽取得亞軍。
母系La Mirande爲法國賽駒，雖然生涯僅勝出兩場次賽事，但曾於三級賽皇家地錦標跑獲季軍。外祖父Le Fabuleux爲法國賽駒，生涯戰績彪炳，曾勝出法國打吡、雷鵬錦標、聖格盧準則大賽及魯力斯大賽等賽事。

### 血統表
| 父線：Hail to Reason系（Turn-to系）   |                                |                |                |
| 種馬 Cure the Blues 1978年（棗色）    | Stop the Music 1970年（棗色）  | Hail to Reason | Turn-to        |
| 種馬 Cure the Blues 1978年（棗色）    | Stop the Music 1970年（棗色）  | Hail to Reason | Nothirdchance  |
| 種馬 Cure the Blues 1978年（棗色）    | Stop the Music 1970年（棗色）  | Bebopper       | Tom Fool       |
| 種馬 Cure the Blues 1978年（棗色）    | Stop the Music 1970年（棗色）  | Bebopper       | Bepop          |
| 種馬 Cure the Blues 1978年（棗色）    | Quick Cure 1971年（栗色）      | Dr. Fager      | Rough'n Tumble |
| 種馬 Cure the Blues 1978年（棗色）    | Quick Cure 1971年（栗色）      | Dr. Fager      | Aspidistra     |
| 種馬 Cure the Blues 1978年（棗色）    | Quick Cure 1971年（栗色）      | Speedwell      | 勇者帝王       |
| 種馬 Cure the Blues 1978年（棗色）    | Quick Cure 1971年（栗色）      | Speedwell      | Imperatraice   |
| 繁殖雌馬 La Mirande 1972年（棗色）    | Le Fabuleux 1961年（栗色）     | Wild Risk      | Rialto         |
| 繁殖雌馬 La Mirande 1972年（棗色）    | Le Fabuleux 1961年（栗色）     | Wild Risk      | Wild Violet    |
| 繁殖雌馬 La Mirande 1972年（棗色）    | Le Fabuleux 1961年（栗色）     | Anguar         | Verso          |
| 繁殖雌馬 La Mirande 1972年（棗色）    | Le Fabuleux 1961年（栗色）     | Anguar         | La Rochelle    |
| 繁殖雌馬 La Mirande 1972年（棗色）    | La Magnanarelle 1961年（棗色） | Herbager       | Vandale        |
| 繁殖雌馬 La Mirande 1972年（棗色）    | La Magnanarelle 1961年（棗色） | Herbager       | Flagette       |
| 繁殖雌馬 La Mirande 1972年（棗色）    | La Magnanarelle 1961年（棗色） | La Malaguena   | Migoli         |
| 繁殖雌馬 La Mirande 1972年（棗色）    | La Magnanarelle 1961年（棗色） | La Malaguena   | La Mirambule   |
| 雌系：號族：11-d                      |                                |                |                |
| 五代內近親交配：Variete + Vanille 5×5 |                                |                |                |

## 命名由來
名字Le Glorieux於法語中，即是「光榮」的意思。

## 外部連結
- 光榮 racingpost.com （页面存档备份，存于）
- 光榮 netkeiba.com （页面存档备份，存于）
- 血統表 （页面存档备份，存于）